# Røyrviks kommun
Røyrviks kommun (norska: Røyrvik kommune, sydsamiska: Raarvihken tjïelte) är en kommun i landskapet Namdalen i Trøndelag fylke i mellersta Norge. Kommunens centralort är tätorten Røyrvik. 
Røyrviks kommun gränsar till Lierne kommun i söder, Namsskogans kommun i väster, Grane och Hattfjelldals kommuner i Nordland fylke i norr samt Strömsunds kommun i Jämtlands län i Sverige i öster.
Kommunen ingår i Förvaltningsområdet för samiska språk. Språkvariteten är sydsamiska.

## Historik
Røyrvik var ursprungligen ett samiskt område. De första norska bosättarna kom dit efter 1800, då enskilda nybyggare drog norrut från Lierne. Samiskt kombinastionsbruk etablerades i Nyvikmoen 1910.
Røyrvik blev en egen kommun 1923 genom delning av Grongs kommun. Kommunens första ordförande var lappfogden Jens Ingvald Ornæs. 
När gruvdriften i Joma lades ned 1998, förlorade över 100 anställda sina arbeten, varefter bofolkningstalet föll drastiskt.

## Tätorter
I Røyrviks kommun finns en tätort:
- Røyrvik (centralort)

## Socknar
Inom Norska kyrkan motsvaras Røyrviks kommun av Røyrviks socken i Namdals prosteri i Nidaros stift.